# ألبرت كاريه
ألبرت كاريه (بالفرنسية: Albert Carré) (و. 1852 – 1938 م) هو ممثل، وواضع كلمات الأوبرا، وكاتب مسرحي، من فرنسا، ولد في ستراسبورغ، توفي في باريس، عن عمر يناهز 86 عاماً.

## مناصب
تولى منصب مدير المسرح الكوميدي الفرنسي ‏ (1 يناير 1914–30 نوفمبر 1915).

## التعليم
تعلم في المعهد الوطني العالي للموسيقى والرقص ‏.

## جوائز
حصل على جوائز منها:
- وسام جوقة الشرف من رتبة قائد
- وسام جوقة الشرف من رتبة فارس
- نيشان جوقة الشرف من رتبة ضابط.

## روابط خارجية
- ألبرت كاريه على موقع IMDb (الإنجليزية)
- ألبرت كاريه على موقع ميوزك برينز (الإنجليزية)